# Carroll (Iowa)
Carroll és una població dels Estats Units a l'estat d'Iowa. Segons el cens del 2000 tenia 10.106 habitants.

## Demografia
Segons el cens del 2000, Carroll tenia 10.106 habitants, 4.173 habitatges, i 2.649 famílies. La densitat de població era de 704,3 habitants per km².
Dels 4.173 habitatges en un 31,8% hi vivien nens de menys de 18 anys, en un 51,7% hi vivien parelles casades, en un 8,9% dones solteres, i en un 36,5% no eren unitats familiars. En el 31,9% dels habitatges hi vivien persones soles el 16,2% de les quals corresponia a persones de 65 anys o més que vivien soles. El nombre mitjà de persones vivint en cada habitatge era de 2,36 i el nombre mitjà de persones que vivien en cada família era de 2,99.
Per edats la població es repartia de la següent manera: un 25,9% tenia menys de 18 anys, un 8% entre 18 i 24, un 26% entre 25 i 44, un 20,4% de 45 a 60 i un 19,7% 65 anys o més.
L'edat mediana era de 39 anys. Per cada 100 dones de 18 o més anys hi havia 85,1 homes.
La renda mediana per habitatge era de 39.853 $ i la renda mediana per família de 51.020 $. Els homes tenien una renda mediana de 31.124 $ mentre que les dones 22.215 $. La renda per capita de la població era de 20.442 $. Entorn del 3,4% de les famílies i el 5,2% de la població estaven per davall del llindar de pobresa.

## Poblacions més properes
El següent diagrama mostra les poblacions més properes.